# Klepikowski rajon
Der Klepikowski rajon (russisch Клепиковский район) ist ein Rajon in der Oblast Rjasan in Russland. Das Verwaltungszentrum des Rajons ist die Stadt Spas-Klepiki.

## Geographie
Der Klepikowski rajon grenzt im Nord an die Oblast Wladimir, im Westen an die Oblast Moskau, im Osten an den Kassimowski rajon, im Süden an den Rjasanski rajon sowie den Spasski rajon.
Der Rajon befindet sich in der Meschtschora-Tiefebene. Das Klima ist gemäßigt kontinental. Der bedeutendste Fluss des Rajons ist die Pra.
Der Rajon gliederte sich in zwei Stadtgemeinden und 13 Landgemeinden.

## Geschichte
Der Klepikowski rajon wurde im Jahre 1929 gegründet.

## Politik
Oberhaupt des Rajons ist Sergei Schischow.